# Twisted Metal III
 (avril 2025).
Si vous disposez d'ouvrages ou d'articles de référence ou si vous connaissez des sites web de qualité traitant du thème abordé ici, merci de compléter l'article en donnant les références utiles à sa vérifiabilité et en les liant à la section « Notes et références ».
Twisted Metal III est le troisième épisode de la série de jeux de combat motorisé Twisted Metal, sorti en 1998. Le jeu devint un best-seller, et comme ses prédécesseurs, il a été réédité dans la collection « Greatest Hits » de Sony.

## Résumé
Comme pour les épisodes précédents, le concept de Twisted Metal III est celui d'un demolition derby utilisant des projectiles balistiques. Le joueur choisit un véhicule et une arène, ou une série d'arènes en mode scénario, pour affronter les conducteurs adverses. Diverses armes peuvent être ramassées dans l'arène. L'objectif est d'être le dernier survivant.
L'histoire se situe deux ans après Twisted Metal 2. Le principe reste le même : Calypso organise à nouveau son tournoi de combat de véhicules nommé Twisted Metal à travers le monde entier, promettant au gagnant ou à la gagnante de lui accorder un souhait, même s'il semble irréalisable. Calypso surveille le tournoi depuis son dirigeable, qui sert également de dernier niveau du jeu en mode scénario.

## Développement
À la suite d'un différend contractuel avec les développeurs des premiers Twisted Metal, SingleTrac, Sony confia le développement de Twisted Metal III à sa propre équipe, 989 Studios. Le moteur de jeu fut refait ex nihilo, le code fut complètement réécrit, ajoutant des simulations physiques et un système d'intelligence artificielle entièrement nouveaux. Beaucoup d'aspects du gameplay des épisodes précédents restèrent similaires, comme les armes à ramasser et les Advanced Attacks.

## Personnages
Twisted Metal III possède douze personnages par défaut, nouveaux ou issus des épisodes précédents, ainsi que deux personnages bonus (Sweet Tooth et Minion) qui doivent être déverrouillés pour être jouables.
| Nom du véhicule | Type de véhicule                        | Nom du conducteur         | Histoire du conducteur                                                               |
| --------------- | --------------------------------------- | ------------------------- | ------------------------------------------------------------------------------------ |
| Auger           | Grue avec un jet d'huile                | Buster Cobb               | Un ouvrier du bâtiment en colère qui veut protéger ses immeubles.                    |
| Axel            | Engin à deux roues géantes              | Axel                      | Incapable de vivre normalement sans son véhicule, Axel veut ne faire qu'un avec lui. |
| Club Kid        | Mini Cooper couverte de smileys         | Sans nom                  | Un fêtard qui veut faire une grande fête toute la nuit.                              |
| Firestarter     | Hot rod décorée de flammes              | Demian Coles              | Un pyromane qui veut faire un barbecue avec ses amis.                                |
| Flower Power    | Voiture de hippie                       | Amber Rose                | Une écologiste qui veut arrêter la destruction de la planète.                        |
| Hammerhead      | Monster truck rouge                     | Granny Dreads             | Une grand-mère énervée par le bruit du tournoi, qui veut la paix.                    |
| Minion          | Char d'assaut vert                      | Minion                    | Un démon venu de l'Enfer et qui veut y retourner. Boss jouable.                      |
| Mr. Grimm       | Moto rouge avec un side-car             | Grim Reaper (le Faucheur) | Recherche l'âme la plus forte sur Terre.                                             |
| Outlaw          | Voiture de police                       | Jamie & Buzz Roberts      | Un frère et une sœur policiers qui veulent mettre fin au tournoi.                    |
| Roadkill        | Voiture faite de pièces de récupération | Marcus Kane               | Un SDF qui croit avoir le droit de gagner le tournoi.                                |
| Spectre         | Dodge Viper bleue                       | Lance Wylder              | Un « homme à femmes » autoproclamé qui veut devenir célèbre.                         |
| Sweet Tooth     | Camion de glaces                        | Needles Kane              | Un clown tueur qui veut manger une montagne de bonbons.                              |
| Thumper         | Lowrider violet                         | Bruce Cochrane            | Un homme qui veut « traîner avec ses potes ».                                        |
| Warthog         | Humvee de l'armée                       | Captain Rogers            | Rogers est toujours à la recherche de la jeunesse éternelle.                         |
| Darkside        | Semi-remorque noir                      | Mr. Ash                   | Le premier boss du jeu, indisponible en jeu normal.                                  |
| Primeval        | Véhicule tout-terrain géant             | Head Hunter               | Le dernier boss du jeu, indisponible en jeu normal.                                  |

## Niveaux
- Hollywood - Les restes des rues de Hollywood, avec un panneau Hollywood destructible.
- Washington - Une arène à Washington D.C.. Après avoir battu ses premiers adversaires, le joueur doit affronter le premier boss, Darkside.
- Hangar 18 - Une petite arène circulaire contenant un gros OVNI au milieu et un plus petit qui vole.
- North Pole - Une arène enneigée, avec l'atelier du Père Noël au centre d'une île entourée d'un précipice.
- London - Une arène à Londres, avec un Big Ben destructible. Comme à Washington, après avoir éliminé les premiers adversaires, le joueur doit affronter le second boss, Minion.
- Tokyo - Une arène sur des toits d'immeubles à Tokyo, avec des rues couvertes de lave. Tout véhicule qui tombe dans la lave perd lentement des points de santé, jusqu'à ce qu'il revienne sur les toits.
- Egypt - Une petite arène dans un décor égyptien, qui contient à la fois la Vallée des Rois et le Grand Sphinx de Gizeh près d'une pyramide.
- Blimp - Le dernier niveau du jeu, le dirigeable privé de Calypso. Après avoir éliminé les premiers adversaires, le joueur doit affronter le dernier boss, Primeval.

## Musique
- Cinématique de début : Rob Zombie - Meet the Creeper
- Menu principal : Artiste inconnu -  Generic Rock Song 1
- Hollywood : Rob Zombie - Superbeast
- Washington D.C. : Pitchshifter - Microwaved
- Hangar 18 : Pitchshifter - W.Y.S.I.W.Y.G.
- North Pole : White Zombie - Rob Zombie Christmas Theme (More Human Than Human)
- London : Metallica - Fuel
- Tokyo : Pitchshifter - Innit
- Egypt : Gamma Ray - Valley of the Kings
- Blimp : Rob Zombie - Meet the Creeper

## Accueil
Le jeu reçut un mauvais accueil de la critique et des fans des épisodes précédents. GameRankings lui attribua un score de 54 %.
Les fans des premiers Twisted Metal furent très mécontents des changements dans le gameplay, et le site de fans Twisted Metal Alliance alla jusqu'à faire une pétition contre 989 Studios, qui prit fin quand le studio Incognito Entertainment, formé d'anciens membres de SingleTrac, fut assigné au développement de Twisted Metal: Black. Depuis la sortie de Twisted Metal: Head-On sur PSP, les fans considèrent que Twisted Metal III et sa suite Twisted Metal 4 ne font pas partie de la série des Twisted Metal.
Malgré cela, Twisted Metal III fut bien apprécié des nouveaux joueurs, et devint un best-seller, réédité par la suite dans la collection Greatest Hits de Sony.
Le jeu fait une brève apparition dans le film Big Daddy en 1999, ainsi que dans le film American Girls en 2000.